# Otto Lehmann-Brockhaus

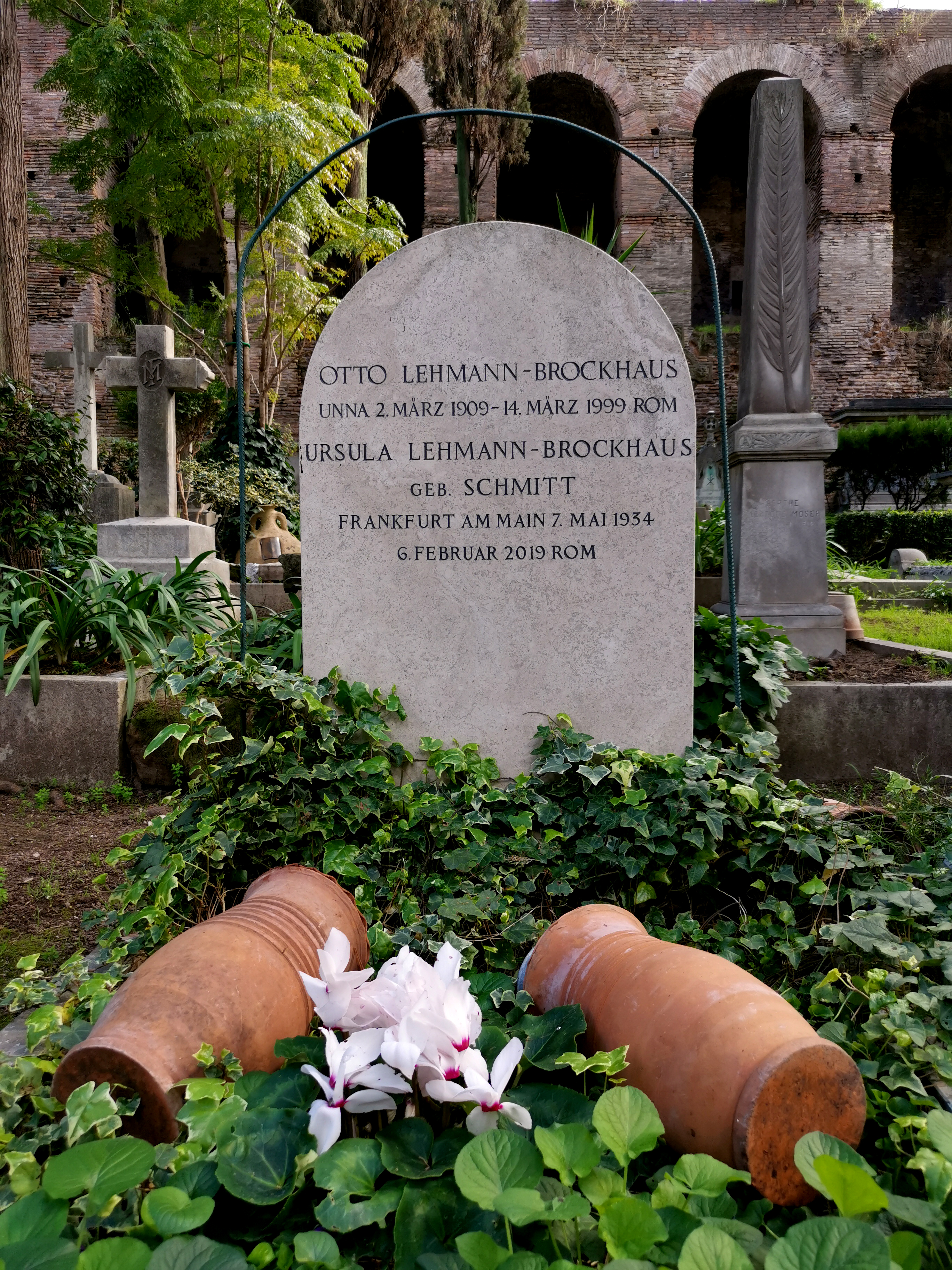
Grab auf dem Nichtkatholischen (Protestantischen) Friedhof Rom

Otto Lehmann-Brockhaus (* 2. März 1909 in Unna; † 14. März 1999 in Rom) war ein deutscher Kunsthistoriker.

## Leben
Lehmann-Brockhaus war von 1938 bis 1945 Stipendiat der Bibliotheca Hertziana. 1948 wurde er erster Bibliothekar im 1946 neugegründeten Zentralinstitut für Kunstgeschichte, bis er 1961 die gleiche Position an der römischen Bibliotheca Hertziana übernahm. 1967 wurde er ebendort Direktor neben Wolfgang Lotz. 1977 wurde Lehmann-Brockhaus emeritiert.

## Werke
- Schriftquellen zur Kunstgeschichte des 11. und 12. Jhs. für Deutschland, Lothringen und Italien. 2 Bände, Berlin 1938.
- Die Kanzeln der Abruzzen im 12. und 13. Jahrhundert, in: Römisches Jahrbuch für Kunstgeschichte, Band 6 (1942/1944), Seite 257–423, online
- Abruzzen und Molise. Kunst und Geschichte (= Römische Forschungen der Bibliotheca Hertziana. Band 23). Prestel-Verlag, München 1983, ISBN 3-7913-0600-6 (biblhertz.it – Die Online-Version enthält auch die Textabbildungen (Grundrisse), aber nicht die 338 Abbildungen des Tafelteils.).
- Latium. Kunst und Kultur im Mittelalter. Hrsg.: Gerhard Wiedmann. Bibliotheca Hertziana, Rom 2017, DNB 1128613654 (biblhertz.it [PDF] – Bei Download-Problemen ersatzweise: archive.org. – Aus dem Nachlass herausgegebenes Manuskript, ohne Abbildungen.).